# مارسيلو تشافيز
مارسيلو تشافيز (بالإسبانية: Marcelo Chávez)‏ هو ممثل مكسيكي، ولد في 13 مارس 1911 في Tampico Alto ‏ في المكسيك، وتوفي في 14 فبراير 1970 في مدينة مكسيكو في المكسيك.

## وصلات خارجية
- مارسيلو تشافيز على موقع IMDb (الإنجليزية)
- مارسيلو تشافيز على موقع ميوزك برينز (الإنجليزية)
- مارسيلو تشافيز على موقع قاعدة بيانات الفيلم (الإنجليزية)